# Pomnik Wilhelma I w Poznaniu

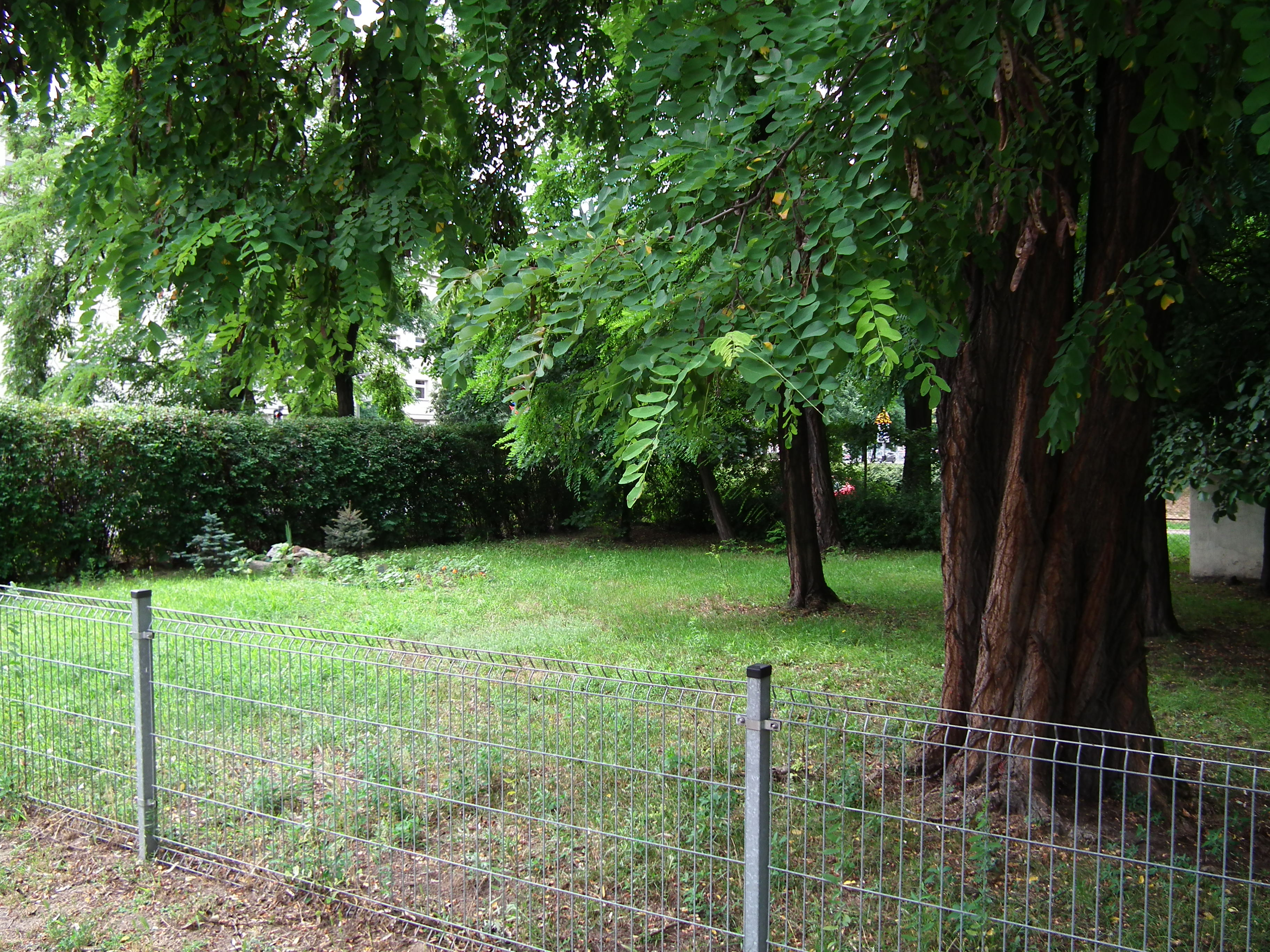
Miejsce po pomniku

Pomnik Wilhelma I – pomnik upamiętniający cesarza Wilhelma I, jak również żołnierzy poległych w wojnie francusko-pruskiej (1870–1871), zlokalizowany w Poznaniu, w północnej części Alei Marcinkowskiego, przed gmachem Generalnej Komendantury (dawny Plac Działowy). Zburzony w 1919 roku. Pomnik ten uchodził za jedno z najlepszych posągowych przedstawień cesarza.

## Projekt i wymowa
Pomnik zaprojektowany przez berlińskiego rzeźbiarza, urodzonego w Nakle nad Notecią – Roberta Baerwalda, miał uosabiać sukcesy militarne Niemiec. Cesarz przedstawiony był w mundurze, jako przywódca przede wszystkim militarny (tzw. Krieger-Denkmal). Przy cokole umieszczono dwie postacie kobiece – boginię zwycięstwa i Ojczyznę opłakującą poległych synów (marmur karraryjski). Monument wpisywał się w tworzony podówczas wizerunek Poznania, jako stolicy niemieckiego Wschodu.

## Historia
Początkowo proponowano, jako miejsce posadowienia pomnika, plac Kolegiacki, ale ostatecznie zwyciężył plac Działowy – urbanistycznie jakby stworzony pod tego rodzaju rozwiązanie. Pierwszym terminem, w którym zamierzano odsłonić pomnik był 10 czerwca 1888 (złote gody cesarskiej pary). Z uwagi jednak na śmierć kolejnych cesarzy (Wilhelma I i Fryderyka III), ostatecznie monument odsłonięto 22 września 1889, bez udziału władz centralnych. Władzę duchowną reprezentował natomiast arcybiskup Julius Dinder.
Robert  Baerwald, autor pomnika, dzięki temu projektowi stał się znany i otrzymał szereg dalszych zamówień.
Podobnie, jak wszystkie pruskie pomniki w Poznaniu, tak i ten zburzono w kwietniu 1919 i przekazano do przetopienia na monumenty polskie.